# 에스타디오 올림피코 우니베르시타리오
에스타디오 올림피코 유니베르시타오(스페인어: Estadio Olímpico Universitario)는 멕시코 멕시코시티에 있는 경기장이다. 1968년 하계 올림픽 주경기장으로 사용되었으며 1986년 FIFA 월드컵 경기장에도 사용되었다. 1986년 FIFA 월드컵 당시 한국 대표팀이 이 경기장에서 아르헨티나와 불가리아 두 팀과 경기를 가졌다.
멕시코의 명문구단 클럽 우니베르시다드 나시오날이 홈구장으로 사용하고 있다.

## 기록

### 1986년 FIFA 월드컵
| 날짜            | 팀 1       | 스코어 | 팀 2     | 라운드 |
| --------------- | ---------- | ------ | -------- | ------ |
| 1986년 6월 2일  | 아르헨티나 | 3 - 1  | 대한민국 | A조    |
| 1986년 6월 5일  | 불가리아   | 1 - 1  | 대한민국 | A조    |
| 1986년 6월 10일 | 아르헨티나 | 2 - 0  | 불가리아 | A조    |
| 1986년 6월 17일 | 프랑스     | 2 - 0  | 이탈리아 | 16강   |

틀:클럽 우니베르시다드 나시오날